# Mein Name ist Klitoris
Mein Name ist Klitoris (Originaltitel: Mon nom est clitoris) ist ein Dokumentarfilm von Daphné Leblond und Lisa Billuart Monet aus dem Jahr 2019, in dem junge Frauen über ihre Erfahrungen mit ihrer Sexualität und ihren Körpern sprechen.

## Handlung
Der 80-minütige Film ist eine Collage aus Interviews mit 12 Frauen, die zwischen 20 und 25 Jahren alt sind. In den Interviews, die die Regisseurinnen Daphné Leblond und Lisa Billuart Monet in den privaten Räumen der Frauen führen, erzählen diese offen, selbstbestimmt und humorvoll über ihre Erfahrungen mit ihrem eigenen Körper, ihrer Lust sowie über intime Situationen mit Partnerinnen und Partnern. Die jungen Frauen kritisieren hierbei unter anderem den Mangel an Bildung über weibliche Körper, wie zum Beispiel die fehlerhafte oder gänzlich fehlende Thematisierung der Klitoris in Biologiebüchern und die oft verkürzte und stereotype Darstellung von weiblicher Sexualität in der Gesellschaft. Alle interviewten Frauen berichten davon, wie sie im Laufe ihrer Jugend und des jungen Erwachsenenalters durch eigene Erfahrungen ihren Körper und ihre Lust entdeckt haben und gesellschaftliche Stereotypen und Fehldarstellungen revidiert sahen. Die Klitoris stellt, als das einzige menschliche Organ, das ausschließlich dem Lustempfinden gewidmet ist und über das sich nach wie vor zahlreiches Unwissen wie Mythen ranken, einen Knotenpunkt in Leblonds und Monets Dokumentarfilm dar.

## Produktion
Der Film wurde von der belgischen Produktionsfirma Iota Production in Koproduktion mit Pivonka, den Regisseurinnen Lisa Billuart Monet & Daphné Leblond, CBA sowie Betv sowie mit Unterstützung des Centre du Cinéma de la Fédération Wallonie-Bruxelles und der Casa Kafka produziert.

## Vorführungen
Der Film wurde auf dem Festival International du Film Francophone de Namur (2019), dem DOK Leipzig 2019, dem Festival International Jean-Rouch (2019), Pink Screens – Brussels Queer Film Festival (2019), bei den Französischen Filmtagen Tübingen/Stuttgart 2019 und beim Ramdam Festival (2020) gezeigt.

## Preise
Mon nom est clitoris hat 2020 den Preis in der Kategorie bester Dokumentarfilm bei Les Magritte du Cinema gewonnen.

## Kritik
Die Jury des Festivals Les Magritte du Cinéma beschreibt, dass Mon nom est clitoris einen Dialog über weibliche Sexualität und Körper aufnimmt, der bislang nicht geführt wurde und nun verspätet aufgenommen wird. Auch das belgisch-frankophone Fernsehen konstatiert, dass Mon nom est clitoris mit den Tabus in der Beschreibung weiblicher Sexualität bricht.